# Михайловский (Новосибирский район)
Михайловский — посёлок в Новосибирском районе Новосибирской области России. Входит в состав Плотниковского сельсовета.

## География
Площадь посёлка — 8 гектаров.

## Население
| 2002 | 2007 | 2010 |
| ---- | ---- | ---- |
| 8    | ↘7   | ↘5   |

## Инфраструктура
В посёлке по данным на 2007 год отсутствует социальная инфраструктура.